# 于冕
冕（？—1500年），字景瞻，浙江杭州府錢塘縣人，明朝政治人物。兵部尚書謙之子。

## 生平
石亨曾上疏推薦于冕當都督府前衛副千戶，被于謙厲聲拒絕。于謙被棄市後，家屬受牽累，于冕發配山西龍門，于冕妻張氏發配山海關。成化二年（1466年）八月于冕得以还朝，上疏為父于謙平反，明憲宗親自審理，朝廷退還田產，襲封杭州衛副千戶，于冕自陳不願任武職，改兵部員外郎，居官有才幹器局，升禮部郎中、南京太僕寺少卿，累遷至應天府府尹。弘治元年（1488年）閏正月，吏科左給事中宋琮、御史俞俊等參劾諸官，于冕等被參劾「老懦無為」。

## 著作
于冕將父親于謙的遺稿收集後出版，是為《節庵存稿》，又撰《先肅愍公行狀》。

## 家族
六女，其中五个分别嫁吏科给事中张晟、工部员外郎倪阜、蓋都知县孙武卿、德清县学生徐九万、杭州府学生沈继荣。
于冕奏称族弟直隶新安卫千户于明有五子，请求以于明次子于允忠为自己的后嗣，获准。

## 戲劇題材
電影《龍門客棧》、《新龍門客棧》與臺灣電視劇《新龍門客棧》以于冕、其姐于欣為取材背景。